# Mirto Davoine
Mirto Lenín Davoine Genta, né le 13 février 1933 à Montevideo en Uruguay, est un footballeur international uruguayen, qui évoluait au poste de milieu de terrain.

## Biographie

### Carrière en club
Avec le Club Atlético Peñarol, il remporte trois championnats d'Uruguay.
Avec le RCD Majorque, il dispute 15 matchs en première division espagnole.

### Carrière en sélection
Avec l'équipe d'Uruguay, il reçoit 11 sélections entre 1954 et entre 1959. 
Il figure dans le groupe des sélectionnés lors de la Coupe du monde de 1954. Il ne joue toutefois aucun match lors du mondial organisé en Suisse.

## Palmarès
Peñarol
- Championnat d'Uruguay (3) :
  - Champion : 1954, 1958 et 1959.